# آنجا سپیده‌دم
آنجا سپیده‌دم فیلمی مستند به کارگردانی محسن جهانی و هاشم مسعودی محصول سال ۱۳۹۹ است که موفق به دریافت جایزه ویژه هیئت داوران بخش کرونا، از چهاردهمین جشنواره بین‌المللی سینما حقیقت شد.

## موضوع
این فیلم، روایتی بی‌پرده از تلاش بی‌وقفه کادر درمان و وضعیتِ بخش بیماران کرونایی در نخستین روزهای شیوع کرونا در ایران می‌باشد. سوژه اصلی مستند آنجا سپیده دم محسن جهانی یکی از کارگردانان این فیلم است که تا پیش از شیوع کرونا، به‌عنوان پرستار در بخش سوختگی بیمارستان امام رضا (ع) مشهد مشغول به خدمت بود، اما با بحرانی شدن شرایط، داوطلبانه به بخش کرونا می‌رود. این مستند ۷۰ دقیقه ای در فرم سلفی بیوگرافی در مرکز مستند سوره حوزه هنری تهیه شد و در بخش مستند سی و نهمین جشنواره فیلم فجر نیز حاضر بود.

## عوامل
دیگر عوامل «آن جا سپیده دم» عبارت‌اند از:
- پژوهشگر: محسن جهانی و هاشم مسعودی
- تصویربردار: محسن جهانی
- صدابردار: محسن جهانی
- صداگذار: محمد حسین ابراهیمی
- تدوینگر: اسماعیل علیزاده
- آهنگ‌ساز: افشین عزیزی